# Eva Möhler
Eva Möhler (* 2. März 1965 in Bonn) ist eine deutsche Fachärztin für Kinder- und Jugendpsychiatrie und Psychotherapie sowie Universitätsprofessorin an der Universität Heidelberg. Sie ist Chefärztin der SHG Kliniken für Kinder- und Jugendpsychiatrie, Psychotherapie und Psychosomatik. Möhler ist bekannt für ihre Arbeiten zur Eltern-Kind-Interaktionsforschung mit besonderem Schwerpunkt auf Risikofaktoren für Kindesmisshandlung.

## Leben
Möhler studierte Medizin in Heidelberg und Bonn (1984–1991). Ihre klinische Ausbildung absolvierte sie im Psychiatrischen Landeskrankenhaus Winnenden (1990–1992) sowie in der Abteilung Kinder- und Jugendpsychiatrie der der Universität Heidelberg (1992–1993). Nach Anerkennung zur Fachärztin für Kinder- und Jugendpsychiatrie und Psychotherapie an der Universität Heidelberg war sie Oberärztin des teilstationären Bereiches der Kinder- und Jugendpsychiatrie der Universität Heidelberg (2006/2007) und Chefärztin des Asklepios Fachklinikum für Kinder- und Jugendpsychiatrie Lübben (2007/2008). Möhler habilitierte sich 2007 zu dem Thema: „Determinanten der emotionalen Entwicklung in der frühen Kindheit“. Seit 2008 ist sie Chefärztin der SHG-Kliniken für Kinder- und Jugendpsychiatrie in Saarbrücken. 2010 nahm sie die Ernennung zur Professorin an der Medizinischen Fakultät der Universität Heidelberg an.
Zum 1. April 2020 wurde Möhler zur Direktorin der Kinder- und Jugendpsychiatrie an der Universitätsklinik des Saarlandes ernannt.

## Wissenschaftlicher Beitrag
Nach der Promotion zu Transmembranären Signalübertragungsprozessen auf der zellulären Ebene beschäftigte Möhler sich parallel zur Facharztausbildung im Rahmen mehrerer Längsschnittstudien vor allem mit frühkindlichen Prädiktoren abnormer Verhaltensentwicklung. Auf Grundlage dieser Studien habilitierte sie sich zu dem Thema 'Determinanten der emotionalen Entwicklung in der Kindheit'. Als eine der ersten Kinderpsychiaterinnen in Deutschland konnte Möhler Zusammenhänge zwischen pränatalem Stress und kindlicher Verhaltensentwicklung bei menschlichen Babys nachweisen.
Ein weiterer wissenschaftlicher Schwerpunkt Möhlers ist die Eltern-Kind-Interaktionsforschung insbesondere mit dem Fokus auf Risikofaktoren für Kindesmisshandlung. Auch in ihrer klinischen Arbeit konzentrierte sie sich im Rahmen ihrer Leitungsfunktion eines großen vorwiegend im Saarland lokalisierten Klinikverbundes auf die Behandlung von Misshandlungstraumata emotionaler Dysregulation und Eltern-Kind-Interaktion und beteiligte sich hier an international kompetitiven Studien sowie der Erstellung der AWMF-Leitlinien zu psychischen Störungen in der frühen Kindheit.
Möhler ist Leiterin mehrerer Clearingprojekte. Für unbegleitete minderjährige Flüchtlinge entwickelte sie das Kurzzeitstabilisierungsprogramm START, das kulturintegrativ und mittlerweile deutschlandweit u. a. auch an den Universitäten Mainz und Ulm eingesetzt wird. Die Nutzbarkeit dieses Programmes auch zur psychischen Resilienzförderung und Prävention bei vulnerablen Jugendlichen aller Nationalitäten ist derzeit Gegenstand von Evaluationsstudien.
Möhler unterhält internationale wissenschaftliche Kooperationen mit der Harvard-Universität und der Colorado State University.

## Mitgliedschaften in wissenschaftlichen Vereinigungen
Möhler ist unter anderem Mitglied in folgenden wissenschaftlichen Vereinigungen: „Deutsche Gesellschaft für Kinder- und Jugendpsychiatrie, Psychosomatik und Psychotherapie“, „German-speaking Association of Infant Mental Health (GAIMH)“, „World Association of Infant Mental Health (WAIMH)“ und „Marcé Gesellschaft“.

## Publikationen
Möhlers Arbeiten finden Niederschlag in zahlreichen Buchbeiträgen und einem eigenen Fachbuch:
Möhler, E. (2008). Eltern-Säuglings-Psychotherapie. München: Ernst Reinhardt Verlag. ISBN 978-3-497-01899-4
Liste sämtlicher Publikationen:
- Publikationsliste Research Gate
- Publikationsliste pubMed